# Julius Schaller
Julius Schaller, född den 13 juli 1810 i Magdeburg, död den 21 juni 1868, var en tysk filosof. 
Schaller, som var professor i Halle, tillhörde den hegelska skolan. Han deltog i den så kallade materialismstriden på 1850-talet med skriften Leib und Seele (1855; 3:e upplagan 1858) och skrev för övrigt mest om den samtida naturfilosofin (1841–1846), om Schleiermacher (1844) och Ludwig Feuerbach (1847) och dessutom Phrenologie (1851) och Psychologie (I, 1860) med mera.